# Corrent del Pacífic Nord

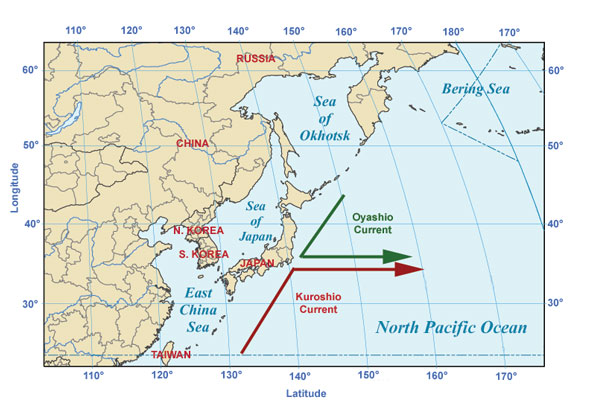
El corrent del Pacífic Nord (color vermell) rep aquest nom després del xoc i gir a la dreta del Kuro Shio.

El corrent del Pacífic Nord (de vegades Deriva del Pacífic Nord) és un lent corrent càlid que flueix d'Oest a Est entre el paral·lel 40 i el paral·lel 50 en l'oceà Pacífic. El corrent forma la part meridional del gir subpolar del Pacífic Nord. El corrent del Pacífic Nord està format per la col·lisió del corrent de Kuro Shio, que va cap al nord enfront de la costa del Japó, i el corrent de Oya Shio, que és un corrent subàrtic fred que flueix cap al sud i circula en sentit contrari a les agulles del rellotge al llarg del Nord de l'oceà Pacífic. El corrent del Pacífic Nord forma la part septentrional del gir subtropical del Pacífic Nord. En el Pacífic Nord oriental, es divideix en dos: el corrent de Califòrnia que es dirigeix cap al sud i el corrent d'Alaska que va cap al nord.